# Marta Szachniuk
Marta Xymena Szachniuk (ur. 9 lutego 1974 w Poznaniu) – polska inżynier informatyk i bioinformatyk, profesor nauk inżynieryjno-technicznych. Specjalizuje się w algorytmice, kombinatorycznych problemach biologii molekularnej, modelowaniu matematycznym oraz strukturach RNA. Jest profesorem i kierownikiem Zakładu Bioinformatyki Strukturalnej w poznańskim Instytucie Chemii Bioorganicznej PAN oraz profesorem w Instytucie Informatyki Wydziału Informatyki i Telekomunikacji Politechniki Poznańskiej. Kieruje Laboratorium Bioinformatyki RNA w Europejskim Centrum Bioinformatyki i Genomiki.

## Życiorys
W roku 1993 ukończyła I Liceum Ogólnokształcące im. Karola Marcinkowskiego w Poznaniu. Studiowała na Politechnice Poznańskiej, gdzie w 1998 ukończyła studia magisterskie z informatyki na Wydziale Elektrycznym, a w 1999 - z matematyki na Wydziale Budowy Maszyn i Zarządzania. Stopień doktora nauk technicznych uzyskała na Wydziale Informatyki i Zarządzania PP w 2005 na podstawie rozprawy pt. Kombinatoryczna analiza widm 2D-NOESY w spektroskopii magnetycznego rezonansu jądrowego cząsteczek RNA, przygotowanej pod kierunkiem prof. Jacka Błażewicza. Habilitowała się w 2015 r. na podstawie pracy pt. Informatyczne aspekty opartej na NMR analizy struktur RNA. Tytuł profesora nauk inżynieryjno-technicznych został jej nadany w 2020. W latach 2011–2022 pełniła funkcję wiceprezes Polskiego Towarzystwa Bioinformatycznego. W okresie 2009–2015 była członkinią Zarządu, zaś od 2016 r. jest wiceszefową EURO CBBM (ang. EURO Working Group on Operations Research in Computational Biology, Bioinformatics and Medicine). W latach 2005–2007 należała do IEEE Computational Intelligence Society oraz IEEE Women in Engineering. Zasiada w Radzie Kuratorów Wydziału IV Nauk Technicznych PAN oraz w Sekcji Nauk Obliczeniowych, Bio i Neuroinformatyki Komitetu Informatyki PAN.

## Dorobek naukowy
Specjalizuje się w algorytmice, biologii molekularnej, modelowaniu matematycznym oraz strukturach RNA. W ramach badań rozwija wraz ze współpracownikami metody obliczeniowe służące do modelowania oraz analizy drugo- i trzeciorzędowej struktury RNA. Rezultatem tych prac jest m.in. platforma RNApolis, obejmująca zestaw narzędzi bioinformatycznych związanych z badaniem struktury RNA, wśród nich cieszący się bardzo dużym zainteresowaniem na świecie serwer RNAComposer umożliwiający automatyczne modelowanie struktur RNA na podstawie sekwencji nukleotydów.
Jest autorką artykułów naukowych w wysoko notowanych czasopismach naukowych, m.in. w Nature Methods, Bioinformatics, Nucleic Acids Research, RNA i PLoS Computational Biology. Zasiada w radzie redakcyjnej czasopisma Nucleic Acids Research.

## Członkostwo w organizacjach naukowych
- Polska Akademia Nauk: członek korespondent (od 2025)[13]
- Polskie Towarzystwo Bioinformatyczne: członek założyciel (od 2008), wiceprezes (2011-2022) [1][14]

## Nagrody i wyróżnienia
W 2006 otrzymała prestiżową nagrodę EDDA (EURO Doctoral Disseration Award) za najlepszą w Europie rozprawę doktorską w dziedzinie badań operacyjnych przyznaną przez ang. The Association of European Operational Research Societies (EURO).
Za prace nad metodami rozpoznawania i modelowania struktur 3D RNA otrzymała w 2017 r. nagrodę naukową Wydziału IV Nauk Technicznych PAN.
W 2023 r. otrzymała Brązowy Krzyż Zasługi.

## Kierowane projekty badawcze
- 2017–2020: kierownik grantu NCN OPUS 12 „RNApolis – metody i algorytmy do modelowania i analizy struktury RNA”[17]
- 2020–2023: kierownik grantu NCN OPUS 18 „Eksploracja cech i modelowanie struktury kwadrupleksów”[18]
- 2021–2025: kierownik grantu NCN PRELUDIUM BIS 2 „Przewidywanie struktur 3D RNA z wykorzystaniem generatywnych sieci przestawnych”[19]
- 2025–2028: kierownik grantu NCN OPUS 27 „Modelowanie struktury RNA ukierunkowane na motywy funkcjonalne”[20]